# Новониколаевка (Симферопольский район)
Новоникола́евка (укр. Новомиколаївка, крымскотат. Novonikolayevka, Новониколаевка) — село в Симферопольском районе Республики Крым, входит в состав Перовского сельского поселения (согласно административно-территориальному делению Украины — Перовского сельского совета Автономной Республики Крым).

## Население
| 2001 | 2014 |
| ---- | ---- |
| 316  | ↗375 |

Всеукраинская перепись 2001 года показала следующее распределение по носителям языка
| Язык             | Процент |
| ---------------- | ------- |
| русский          | 82,91   |
| крымскотатарский | 8,23    |
| украинский       | 8,23    |
| другие           | 0,32    |

### Динамика численности
- 1926 год — 60 чел[10].
- 1989 год — 294 чел[11]
- 2001 год — 316 чел.[12]
- 2009 год — 346 чел.[13]
- 2014 год — 375 чел.[14]

## Современное состояние
В Новониколаевке 7 улиц и 1 переулок, площадь, занимаемая селом, по данным сельсовета на 2009 год, 24,8 гектаров, на которой в 99 дворах числилось 346 жителей.

## География
Село Новониколаевка расположено в самом центре района, фактически — юго-восточная окраина Симферополя, на первом гребне Внутренней гряды Крымских гор, высота над уровнем моря — 370 м. Новониколаевка практически слилась с селом Обрыв.

## История
Первое достоверное известие о селе относится к 1922 году, когда оно было обозначено на карте Крымского статистического управления в составе образованного постановлением Крымревкома от 8 января 1921 года Подгородне-Петровского района Симферопольского уезда, а в 1922 году уезды получили название округов. 11 октября 1923 года, согласно постановлению ВЦИК, в административное деление Крымской АССР были внесены изменения, в результате которых был ликвидирован Подгородне-Петровский район и образован Симферопольский и село включили в его состав. С
Согласно Списку населённых пунктов Крымской АССР по Всесоюзной переписи 17 декабря 1926 года, в селе Ново-Новониколаевка, Бор-Чокракского (переименованного указом ВС РСФСР № 619/3 от 21 августа 1945 года в Заводской) сельсовета Симферопольского района, числилось 13 дворов, из них 6 крестьянских, население составляло 60 человек, из них 46 русских, 7 украинцев, 6 немцев, 1 чех.
В 1944 году, после освобождения Крыма от фашистов, 12 августа 1944 года было принято постановление № ГОКО-6372с «О переселении колхозников в районы Крыма», по которому в сентябре 1944 года в район из Винницкой области переселялись семьи колхозников. С 25 июня 1946 года Новониколаевка в составе Крымской области РСФСР, а 26 апреля 1954 года Крымская область была передана из состава РСФСР в состав УССР. В связи с расширением административных границ Симферополя, в 1957 году Заводское перешло в ведение горисполкома, Заводской сельсовет был упразднён и преобразован в Перовский, в который включили Новониколаевку (в котором село состоит всю дальнейшую историю).
Указом Президиума Верховного Совета УССР «Об укрупнении сельских районов Крымской области», от 30 декабря 1962 года Симферопольский район был упразднён и село присоединили к Бахчисарайскому. 1 января 1965 года, указом Президиума ВС УССР «О внесении изменений в административное районирование УССР — по Крымской области», вновь включили в состав Симферопольского. По данным переписи 1989 года в селе проживало 294 человека. С 12 февраля 1991 года село в восстановленной Крымской АССР, 26 февраля 1992 года переименованной в Автономную Республику Крым. С 21 марта 2014 года в составе Крыма аннексирована Россией.